# Magnetische Flussdichte
Die magnetische Flussdichte, auch magnetische Induktion (nicht empfohlen), bisweilen in der fachlichen Umgangssprache nur „Flussdichte“, „Magnetfeld“ oder „B-Feld“ genannt, ist eine physikalische Größe der Elektrodynamik. Sie ist die Flächendichte des magnetischen Flusses, der senkrecht durch ein bestimmtes Flächenelement hindurchtritt.
Die magnetische Flussdichte {\displaystyle {\vec {B}}} an einem Ort {\displaystyle {\vec {r}}} ist eine gerichtete Größe, also ein Vektor, und wird aus dem Vektorpotential {\displaystyle {\vec {A}}} hergeleitet.

## Definition und Berechnung

Lorentzkraft auf ein positiv geladenes Teilchen der Geschwindigkeit v (links) bzw. das vom Strom I durchflossene Leiterstück der Länge s (rechts) im dazu senkrecht verlaufenden Magnetfeld der Flussdichte B.

Wie die elektrische Feldstärke {\displaystyle {\vec {E}}} ist auch die magnetische Flussdichte {\displaystyle {\vec {B}}} historisch zunächst einmal indirekt, d. h. über ihre experimentell messbare Kraftwirkung {\displaystyle {\vec {F}}} auf bewegte elektrische Ladungen, definiert worden, die nach älterer Namenskonvention als Lorentzkraft, nach neuerer Konvention als magnetische Komponente der Lorentzkraft bezeichnet wird und in vektorieller Schreibweise wie folgt notiert wird:
{\displaystyle {{\vec {F}}_{B}}=q\cdot {\vec {v}}\times {\vec {B}}\quad {\text{bzw.}}\quad {{\vec {F}}_{B}}=I\cdot {\vec {s}}\times {\vec {B}}}
mit:
- {\displaystyle {{\vec {F}}_{B}}} – bewegungsbedingte Kraftwirkung auf die Ladung {\displaystyle q} im Magnetfeld
- {\displaystyle q\,} – elektrische Ladung, oder {\displaystyle I\,} – Stromstärke
- {\displaystyle {\vec {v}}} – Geschwindigkeit der Ladungsbewegung, oder {\displaystyle {\vec {s}}} – Länge des Wegs des elektrischen Stroms {\displaystyle I} durch den untersuchten Leiter (Die Orientierung von {\displaystyle {\vec {s}}} richtet sich nach der technischen Stromrichtung)
- {\displaystyle {\vec {B}}} – magnetische Flussdichte

Die erste der beiden oben aufgeführten Gleichungen wird vorwiegend für frei im Raum bewegliche Ladungen, z. B. Elektronen innerhalb einer Braunschen Röhre, benutzt, die zweite dagegen für Ladungen, die sich innerhalb von elektrischen Leitern, z. B. Drähten oder Kabeln, bewegen. Beide Gleichungen sind gleichwertig.
In den genannten Formeln ist {\displaystyle {\vec {B}}} ein Vektor, der in Richtung der Feldlinien des erzeugenden Magnetfelds zeigt.
Verzichtet man auf die vektorielle Schreibweise und damit die Möglichkeit, die Richtung der Kraftwirkung {\displaystyle F_{B}} aus dem Vektorprodukt der beiden Vektoren {\displaystyle {\vec {v}}} und {\displaystyle {\vec {B}}} bzw. {\displaystyle {\vec {s}}} und {\displaystyle {\vec {B}}} zu bestimmen, kann {\displaystyle F_{B}} gemäß folgender Formel auch als skalare Größe berechnet werden:
{\displaystyle F_{B}=|q\cdot v|\cdot B\sin \alpha \,\Leftrightarrow F_{B}=|I\cdot s|\cdot B\sin \alpha \,}
mit:
- {\displaystyle q\,} – elektrische Ladung, oder {\displaystyle I\,} – Stromstärke
- {\displaystyle v\,} – Geschwindigkeit der Ladungsbewegung, oder {\displaystyle s\,} – Länge des Wegs des Stroms im Leiter
- {\displaystyle B\,} – Betrag der magnetischen Flussdichte
- {\displaystyle \alpha \,} – Winkel zwischen der Richtung der Ladungsbewegung und der Richtung des magnetischen Flusses, oder zwischen der Richtung des Stromflusses {\displaystyle I} und der Richtung des magnetischen Flusses.

Bewegt sich die elektrische Ladung {\displaystyle q} mit der Geschwindigkeit {\displaystyle v} senkrecht zur Richtung des magnetischen Flusses und/oder verläuft der untersuchte elektrische Leiter senkrecht zur magnetischen Flussrichtung, kann, da {\displaystyle \textstyle \sin \alpha } in diesem Fall den Wert 1 annimmt, der Zahlenwert von {\displaystyle \textstyle B} gemäß folgender Gleichung auch direkt aus der Kraftwirkung {\displaystyle \textstyle F_{B}} auf die Ladung bzw. den Leiter als Ganzes berechnet werden:
{\displaystyle {B={\frac {F_{B}}{|q\cdot v|}}}\Leftrightarrow {B={\frac {F_{B}}{|I\cdot s|}}}}
Der Zusammenhang mit der magnetischen Feldstärke {\displaystyle {\vec {H}}} ist:
{\displaystyle {\vec {B}}=\mu \cdot {\vec {H}}}.
Dabei ist {\displaystyle \mu } die magnetische Permeabilität.

## Messung
Die magnetische Flussdichte kann mit Magnetometern, Hallsensoren oder Messspulen gemessen werden.

## Maßeinheit
Die SI-Einheit der magnetischen Flussdichte ist das Tesla mit dem Einheitenzeichen T:
{\displaystyle \left[B\right]=1\,\mathrm {T} =1\,{\mathrm {V\,s}  \over \mathrm {m^{2}} }=1\,{\mathrm {N}  \over \mathrm {A\,m} }}
Eine veraltete Einheit für die magnetische Flussdichte ist außerdem das Gauß mit dem Einheitenzeichen G oder Gs, das in der Astronomie und der Technik noch verwendet wird. Es gilt 1 T = 10 000 G.

## Spezialfälle
Im Folgenden werden der Einfachheit halber nur die Beträge der Flussdichten angegeben.
- magnetische Flussdichte im Abstand {\displaystyle r} von einem geraden stromdurchflossenen Leiter:

{\displaystyle B=\mu {\frac {I}{2\pi r}}}
(Die Richtung der Flussdichte ergibt sich aus der Korkenzieherregel.)
- im Inneren einer langen Spule:

{\displaystyle B=\mu {\frac {N\,I}{l}}}
(Hierbei sind {\displaystyle N} die Windungszahl und {\displaystyle l} die Länge der Spule. Streng genommen ist dies nur eine Näherungsformel, die nur unter folgenden Voraussetzungen gilt: Die Länge der Spule ist groß verglichen mit dem Radius der Spule, die Windungen sind sehr dicht und gleichmäßig und der betrachtete Ort befindet sich im Inneren der Spule und nicht in der Nähe der Spulenenden. Die Richtung der Flussdichte verläuft parallel zur Spulenachse. Für die Orientierung siehe dort. Außerhalb der Spule ist die Flussdichte nahezu Null.)
- in der Mitte einer Helmholtz-Spule mit Radius {\displaystyle R}:

{\displaystyle B=\mu {\frac {8\,N\,I}{{\sqrt {125}}R}}}
- in einiger Entfernung {\displaystyle {\vec {r}}} von einem magnetischen Dipol mit dem Dipolmoment {\displaystyle {\vec {m}}}:

{\displaystyle {\vec {B}}({\vec {r}})\,=\,{\frac {\mu }{4\pi r^{2}}}\,{\frac {3{\vec {r}}({\vec {m}}\cdot {\vec {r}})-{\vec {m}}r^{2}}{r^{3}}}\ .}
(Das Dipolmoment einer kreisförmigen Leiterschleife mit der orientierten Querschnittsfläche {\displaystyle {\vec {A}}} ist {\displaystyle {\vec {m}}=I{\vec {A}}}.)

## Magnetische Flussdichteund magnetischer Fluss
Die magnetische Flussdichte {\displaystyle {\vec {B}}} ist als Flächendichte über folgende Beziehung mit dem magnetischen Fluss {\displaystyle \Phi \,} verknüpft:
{\displaystyle \Phi =\int {\vec {B}}\cdot \mathrm {d} {\vec {A}}}.
Dass die Flusslinien des magnetischen Flusses in sich geschlossen sind, lässt sich mathematisch dadurch zum Ausdruck bringen, dass jedes Flächenintegral von {\displaystyle {\vec {B}}} über eine beliebige geschlossene Oberfläche {\displaystyle O} den Wert {\displaystyle 0} annimmt:
{\displaystyle \oint _{\mathrm {O} }{\vec {B}}\cdot \mathrm {d} {\vec {A}}=0}.
Diese Gleichung ist mathematisch gesehen eine direkte Konsequenz der homogenen Maxwellschen Gleichung
{\displaystyle {\mathrm {div} {\,{\vec {B}}}=0}}
sowie des Gaußschen Satzes
{\displaystyle \oint _{\mathrm {O} }{\vec {\jmath }}\cdot \mathrm {d} {\vec {A}}=\int _{\mathrm {V} }{\mathrm {div} \,}{\vec {\jmath }}\cdot \mathrm {d} ^{3}r}
für ein beliebiges Vektorfeld {\displaystyle {\vec {\jmath }}} und das von {\displaystyle O} eingeschlossene Volumen {\displaystyle V}.
Anschaulich gesprochen: Wenn man sich ein durch eine beliebig geformte geschlossene Fläche {\displaystyle O} eingeschlossenes Volumen {\displaystyle V} in einem magnetischen Feld vorstellt, fließt stets genauso viel „Magnetismus“ aus {\displaystyle V} durch die Oberfläche {\displaystyle O} nach außen wie von außen hinein. Dies bezeichnet man als „Quellenfreiheit des magnetischen Feldes“.

## Größenbeispiele
Für Beispiele für verschiedene magnetische Flussdichten in der Natur und in der Technik → siehe Liste von Größenordnungen der magnetischen Flussdichte